# Killer application
La locuzione inglese killer application, spesso abbreviata in killer app (letteralmente "applicazione assassina", nel senso di "decisiva", "vincente"), viene utilizzata in senso metaforico nel gergo dell'informatica, dell'elettronica e dei videogiochi per indicare un'applicazione o software che riscontra un successo talmente grande da essere determinante per l'adozione generale della piattaforma sulla quale si basa.
Il prodotto è costruito su una determinata tecnologia che, anche grazie alla killer application, penetra nel mercato imponendosi rispetto alla concorrenza e aprendo la strada alla commercializzazione di altre applicazioni secondarie e/o derivate.

## Primi esempi
Uno dei primi esempi di una killer application è generalmente considerato il primo foglio elettronico al mondo, noto come VisiCalc; funzionante su Apple II. Questa applicazione fece in modo che la macchina venisse acquistata da migliaia di lavoratori della finanza.
Anche WordStar, il programma di videoscrittura più popolare durante gran parte degli anni ottanta, è un esempio di killer application come anche il foglio di calcolo Lotus 1-2-3.
In effetti, le vendite delle apparecchiature IBM erano state discrete, prima della pubblicazione di Lotus 1-2-3; dopo il rilascio di quest'ultimo poi sono aumentate rapidamente nel giro di pochi mesi.
Nel 1998 Bill Gates ha descritto Internet Explorer come una killer application.
Per i produttori di hardware, la killer application è spesso decisiva rispetto al successo commerciale del sistema stesso; solitamente la pubblicazione della killer application coincide con il lancio commerciale di quest'ultimo.

## Videogiochi
Nell'ambito dei videogiochi, il termine viene spesso utilizzato per quei titoli che riescono a convincere gli utenti ad acquistare la console o l'hardware necessario alla fruizione del software piuttosto che un altro, specie nel caso che sia stato prodotto in esclusiva. Alcuni esempi di titoli che rientrano in questa categoria sono:
- Star Raiders (1979) per gli home computer Atari 8-bit;[1]
- Space Invaders per Atari 2600 (1980), che riuscì a quadruplicare le vendite della console in commercio dal 1977;[2]
- Tetris nella sua incarnazione per Game Boy (1989);[3]
- vari capitoli della serie Mario, esclusivi delle console Nintendo, in particolare Super Mario Bros. per NES (1985), Super Mario World per Super Nintendo (1990), Super Mario 64 per Nintendo 64 (1996) e Luigi's Mansion per GameCube (2001);[4]
- John Madden Football[5] (1990) e Sonic the Hedgehog[6] (1991) per Sega Mega Drive;
- Myst (1993), uno dei primi titoli ad essere pubblicati esclusivamente su CD-ROM, spinse all'acquisto degli appositi drive per i personal computer;[7]
- Soul Calibur (1999) e Sonic Adventure per Dreamcast;[4]
- Tekken 3 (1997) per la console Sony PlayStation,[8] Metal Gear Solid 2 (2001) per la PlayStation 2;[9]
- Halo: Combat Evolved per Xbox (2001), e i suoi seguiti per le altre console Microsoft;[4]
- Half-Life: Alyx (2020) per i dispositivi di realtà virtuale.[10][11][12][13]